# Urou-et-Crennes
Urou-et-Crennes är en kommun i departementet Orne i regionen Normandie i nordvästra Frankrike. Kommunen ligger i kantonen Argentan-Est som tillhör arrondissementet Argentan. År 2018 hade Urou-et-Crennes 747 invånare.

## Befolkningsutveckling
Antalet invånare i kommunen Urou-et-Crennes
| Referens: INSEE |